# Kernenried
Kernenried est une commune suisse du canton de Berne, située dans l'arrondissement administratif de l'Emmental.